# 养马河站
养马河站是一个成渝线上的铁路车站，位于四川省简阳市养马镇，建于1952年，目前为四等站，邮政编码为641402。目前客运：办理旅客乘降；行李、包裹托运；货运：办理整车货物发到；零担仅办理直达整零货物发到；危险货物仅办理农药、化肥发到。